# Black Thunder - Sfida ad alta quota
Black Thunder - Sfida ad alta quota (Flight of Fury) è un film del 2007 diretto da Michael Keusch.
Pellicola direct-to-video con protagonista Steven Seagal.

## Trama
John Sands, pilota militare, viene sequestrato dalla CIA perché al corrente di alcuni segreti scottanti, ma riesce a fuggire prima di essere sottoposto a una rimozione della memoria. In seguito riceve l'incarico di recuperare un caccia militare, finito nelle mani di un'organizzazione terroristica che collabora con Ratcher, un ex allievo di Sands.